# Fc (Unix)
fc — unix-утилита, служащая для редактирования списка ранее введенных команд, а также их выполнения. 

## Синтаксис
```
fc
 
[
-e
 
name
]
 
[
-lnr
]
 
[
first
]
 
[
last
]
 

fc
 
-s
 
[
pat
=
rep
]
 
[
command
]

```

### Параметры
e name — выбор текстового редактора. По умолчанию используется vi. 

l — вывести последние введенные команды. 

n — пропустить номера строк. 

r — изменить порядок вывода команд (сначала новейшие). 

## Примеры
Просмотреть последние 10 команд:
```
fc
 
-ln
 
-10

```

или через аналог history:
```
history
 
10

```